# Antiblemma juruana
Antiblemma juruana là một loài bướm đêm trong họ Erebidae.